# 蒙塔古·约翰·德鲁伊特

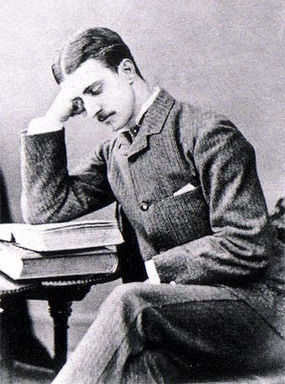
約1879年的德鲁伊特

蒙塔古·约翰·德鲁伊特（Montague John Druitt，1857年8月15日—1888年12月），英国律师，教师，开膛手杰克案件中的嫌疑人之一。
出生于英国多塞特郡溫伯恩明斯特，是外科医生威廉·德鲁伊特（William Druitt）的第二个儿子，曾就读于牛津大学，后来获得律师资格，并在布萊克希斯一个寄宿学校里担任校长助理。
蒙塔古在1888年11月因不明原因被学校解雇，12月初失踪，12月31日他的尸体在泰晤士河漂浮起来才被发现。当时尸体的衣服四个口袋中都放有石头，据判断，尸体上没有外伤，并可能在水中已有好几个星期。辨认出他的遗体的是他的哥哥威廉·德鲁伊特。威廉·德鲁伊特说，蒙特格在房间里留下一张纸条：“从星期五起，我感觉到我会变得像妈妈一样，对我来说，最好就是死去。”（"Since Friday I felt that I was going to be like mother, and the best thing for me was to die."）蒙塔古的母亲一系有忧郁和自杀倾向的遗传，他的外祖母发疯自杀，他母亲和姨母都曾试图自杀，他的母亲1890年死于疯人院，他的姐姐在晚年时自杀。蒙塔古的死，警方最后定性为在沮丧的情绪中自杀。
在20世纪60年代解密的一批开膛手杰克案的警方资料中，有梅爾維爾·麦克诺滕（Melville Macnaghten）爵士的备忘录。爵士认为蒙塔古·德鲁伊特是该案主要嫌疑人，原因是蒙塔古的自杀时间与开膛手杰克的最后一次犯案时间（1888年11月9日）非常接近，并且由于麥克納滕爵士搜寻到的一些其它资料，如他认为蒙塔古的家人也怀疑蒙塔古是凶手。20世纪60年代蒙塔古被当作热门的嫌疑人出现在书籍和大众媒体中，但研究者发现麥克納滕认定蒙塔古·德鲁伊特嫌疑的材料有许多重要的错误，比如，麥克納滕认为德鲁伊特是个医生，死于41岁，因为犯下最后一案后精神崩溃而自杀，这些都是与事实有出入的，蒙塔古·德鲁伊特死于31岁，并非医生，他的自杀离最后一案有差不多一个月时间。所以近来的作者大多不再认为德鲁伊特是可能的真凶。

## 资料来源
- http://www.casebook.org/suspects/druitt.html （页面存档备份，存于）
- https://web.archive.org/web/20120128120033/http://www.jack-the-ripper-tour.com/jack-the-ripper-suspect-montague-john-druitt.htm